# スヒンドル
スヒンドル（Suhindol (ブルガリア語: Сухиндол)）は、ブルガリア北東部の町、およびそれを中心とした基礎自治体。ヴェリコ・タルノヴォ州に属する。
ドナウ平原の中央に位置し、ワイン生産に適した土地である。地元のワイン生産共同組合"Gamza"は、町の名前を冠したワインの生産で知られている。スヒンドルのワイン生産者たちは、地元の品種ディミャト（Димят / Dimyat）とともにカベルネ・ソーヴィニヨンやメルローも生産している。
町の近くには、ロシツァ川（Росица / Rositsa）にかかるダム湖があり、バルカン山脈のふもとの丘陵を形成している。これらは自然観光の目的地となっている。また、ロシツァ川は「ソン」とよばれるヨーロッパナマズ（Сом / Som、en / species）が生息している。中には体長2メートルを超えるものもおり、特に、アレクサンドル・スタンボリスキー・ダム湖に生息するものは巨大である。

## 町村
スヒンドル基礎自治体（Община Сухиндол）には、その中心であるスヒンドルをはじめ、以下の町村（集落）が存在している。
| 町/村                  | キリル文字        | 人口 (2009年12月) |
| ---------------------- | ----------------- | ----------------- |
| スヒンドル             | Сухиндол          | 2,146人           |
| ビャラ・レカ           | Бяла река         | 252人             |
| ゴルスコ・カルゲロヴォ | Горско Калугерово | 171人             |
| ゴルスコ・コソヴォ     | Горско Косово     | 166人             |
| コエヴツィ             | Коевци            | 194人             |
| クラスノ・グラディシテ | Красно градище    | 117人             |